# جون ستيفنز (مخترع)

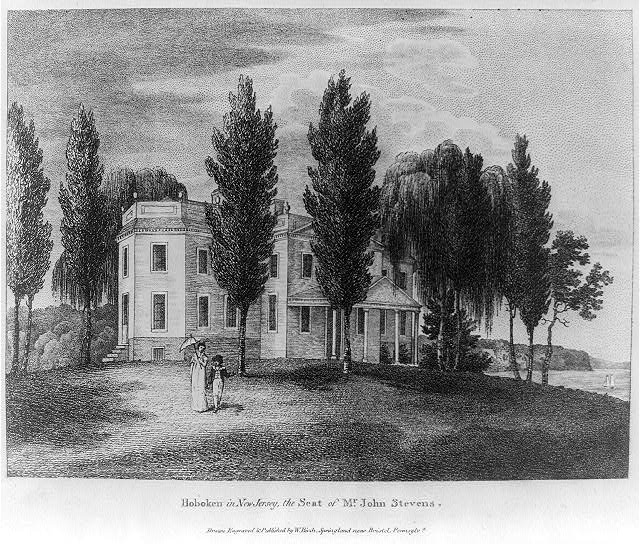
صورة منقوشة لعزبة جون ستيفنز في عام 1808 في كاستل بوينت في هوبوكن. تحولت حالياً إلى معهد ستيفنز للتقنية.

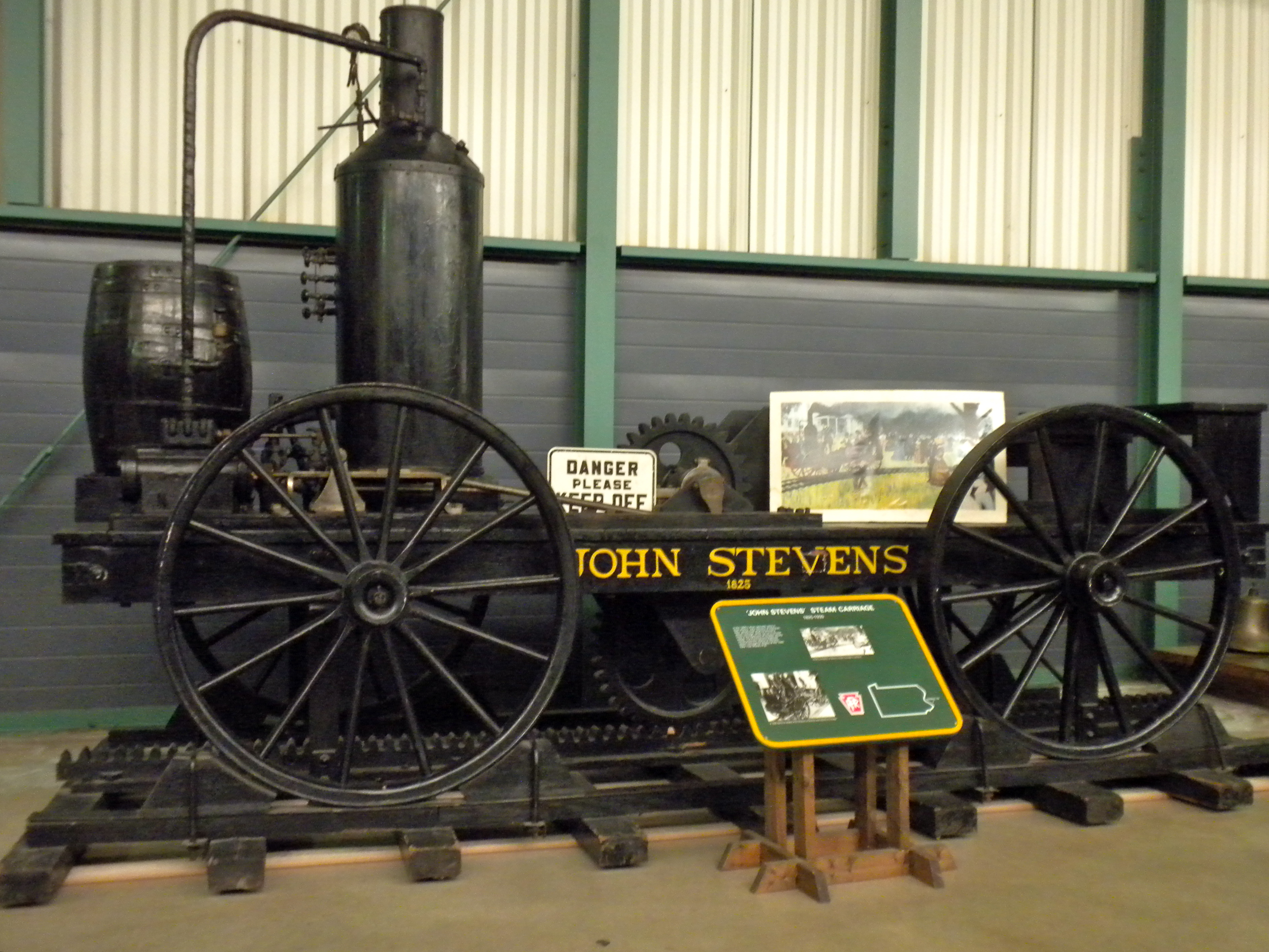
نموذج مطابق للنموذج الأصلي لقاطرة ستيفنز البخارية.

كول جون ستيفنز الثالث (بالإنجليزية: John Stevens)‏ (26 يونيو 1749-6 مارس 1838) كان محامياً ومهندساً ومخترعاً أمريكياً. صنع أول قاطرة بخارية أمريكية وأول عبّارة بخارية وأول عبارة بخارية تجارية في الولايات المتحدة من عزبته في هوبوكن. وكان لستيفنز دور مؤثر في وضع قانون براءة الاختراع الأمريكي.

## حياته وعمله
وُلد ستيفنز في 26 يونيو 1749 في مدينة نيويورك. كان والده السياسي البارز جون ستيفنز، الذي كان مندوباً في المؤتمر القاري، وكانت والدته إليزابيث ألكسندر ابنة جيمس ألكسندر المحامي ورجل الدولة. تزوجت أخته ماري ستيفنز من روبرت أر ليفينجستون أول مستشار لولاية نيويورك.
تخرج ستيفنز من كلية الملك (جامعة كولومبيا حالياً) في مايو 1768.
عُين ستيفنز نقيباً بجيش جورج واشنطن وهو بعمر السابعة والعشرين، ثم بعد ذلك عُين أميناً للصندوق في نيوجيرسي، واشترى أرضاً في مزاد علني، تمت مصادرتها من مالكها الذي كان أحد أعضاء حزب المحافظين. عُرفت الأرض بأنها مزرعة ويليام بايارد في هويبالك، وتُمثل حالياً معظم مدينة هوبوكن.
بنى ستيفنز مزرعته في كاستل بوينت، الأرض التي أصبحت فيما بعد موقع معهد ستيفنز للتقنية.
صنع ستيفنز قارباً بخارياُ يُدار بواسطة رفاص في عام 1802، واطلق عليه اسم فيونكس. أبحر القارب من مدينة هوبوكن إلى فيلادلفيا في عام 1809، ليصبح بذلك أول قارب بخاري يبحر بنجاح في المحيط.
أصبحت سفينة ستيفنز المسماة جوليانا أول عبارة بخارية تدخل الخدمة في أكتوبر عام 1811، وكانت خدمتها بين مدينة نيويورك وهوبوكن نيو جيرسي.
مُنح أول امتياز إنشاء سكك حديد في الولايات المتحدة إلى ستيفنز وأخرين في عام 1815، لإنشاء سكك حديد نيوو جيرسي.
صمم وصنع ستيفنز قاطرة بخارية في عام 1825، تقوم بنقل العديد من سيارات الركاب في عزبته في هوبوكن نيو جيرسي. ساعد اختراع المحرك البخاري على بداية إنشاء السكك الحديدية الحديثة، كما ساعد أيضاً في تطوير قانون براءة الاختراع للولايات المتحدة.

## العائلة
تزوج ستيفنز في 17 أكتوبر 1782 من راشيل كوكس سليلة لانجفيلدتس الذي أسس مدينة نيو برونسويك، وأنجبا ثلاثة عشرة طفلا.
تضم القائمة التالية أسماء بعض أفراد عائلة ستيفنز:
- جون كوكس ستيفنز (1785–1857) أول رئيس لنادي يخوت نيويورك.
- روبرت ليفينجستون ستيفنز (1787–1856) أول رئيس لسكك حديد كامدن وأمبوي، أول سكك حديد بُنيت في نيوجيرسي.
- جيمس ألكسندر ستيفنز (1790–1873).
- ريتشارد ستيفنز (1792–1835).
- فرانسيس بويس ستيفنز (1793–1812).
- إدوين أغسطس ستيفنز (1795–1868) مؤسس معهد ستيفنز للتقنية.
- إليزابيث جوليانا ستيفنز (1797–1821).
- ماري ستيفنز (1799–1825) الزوجة الأولى للواء البحري جوشا أر ساندس.
- هاريت ستيفنز (1801–1844) الزوجة الثانية لجوشا أر ساندس.
- إيثر بويس ستيفنز (1804).
- كاثرين سوفيا فان كورتلاندت ستيفنز (1806).

## روابط خارجية
- جون ستيفنز على موقع الموسوعة البريطانية (الإنجليزية)

- الموسوعة الوطنية للشخصيات الأمريكية. مقالة عن جون سيتفنز في الصفحة 21 في المجلد 11.
- كول جون ستيفنز الثالث